# 天龍座BY
天龍座BY是在天龍座的一個多星系統，它至少包含3個成員。成員A和B是靠近的聯星系統，周期只有短短的5.98天，它們可能是仍在坍縮中的前主序星。它們的光譜類型分別為dK5e和dK7e它們形成所知的天龍座BY變星的原型。
第三顆伴星(C)，在比較下，與A-B對分開的較遠，達到17角秒，以這個系統與地球的距離估算，相當於260天文單位；天文單位是地球與太陽的平均距離。伴星C是一顆M5的紅矮星，而這個系統可能還有軌道周期為114天的第4顆伴星，但尚未經目視的證實。
天龍座BY的光度變化肇因於光球層的活動，稱為星斑，相當於太陽的太陽黑子，與快速自轉結合，形成觀測者觀察到活動視角的改變。變化的平均周期是3.8285天，但是亮度的變化會經數年的歷程 － 與表面活動的程度有關。大多數的觀測認為光度變化主要是主星(A)造成的，第二顆伴星對系統的總光亮只有三分之一的影響，但是，星斑在兩顆恆星上都可能發生。與太陽不同的是，星斑也可能出現在極區。

## 外部連結
- . The Internet Encyclopedia of Science.   [2008-04-18]. （原始内容存档于2008-03-04）.